# Погрешно скретање 4: Крвави почетак
Погрешно скретање 4: Крвави почетак (енгл. Wrong Turn 4: Bloody Beginnings) је амерички слешер хорор филм из 2011. године који је режирао и написао Деклан О'Брајан. Ово је 4. део франшизе Погрешно скретање и представља хронолошки први део у целом серијалу.
Филм прати директан наставак, Погрешно скретање 5: Крвне везе. Према ИМДб-у овај филм је оцењен са 4,6/10 звездица, а то је идентично оцени трећег дела.

## Радња филма
1974. у санаторијуму Глинвил у Западној Вирџинији, три брђана; позната као Браћа Хиликер, беже из ћелија и пуштају остале пацијенте. Заједно, они брутално масакрирају медицинске техничаре и лекаре. Овим делом је приказан сам почетак брђана.
Нешто касније по доласку студенти схватају да је напуштена болница заправо тренутно место боравка троје канибала. Кајл, Данијел и Сара одлазе у подрум по оружје, али Данијел бива отет, везан за сто у кухињи и полако мучен у циљу исхране канибала. Остатак групе јури канибале и затвара их у ћелију док Кајл остаје да гледа браћу. Када Кајл заспи, браћа беже из ћелије, а девојке случајно убадају Кајла након што су га погрешно схватиле као једног од Хиликера. Појављују се браћа и прогоне девојке кроз зграду, приморавајући их да изађу кроз прозор, али Џена је убијена пре него што је успела да побегне. Преостале девојке заседају канибали који су их терорисали моторним санкама како би их истерали напоље, где се Кенија повређује, а Бриџит убија једног.
Кад дан сване, Лорен се смрзе у олуји неколико метара од аутопута. Кенија још увек јури једног убицу када се Сара поново појави и обори га са моторних санки. Дозвољавајући пару да га украде и побегне. Док се одвозе, налећу на замку коју су поставили канибали, одрубљујући им главу. Тропрсти подиже главе и ставља их у камион за вучу, пре него што се са браћом одселе из санаторијума.